# Le Bonheur des autres (film, 1959)
Pour les articles homonymes, voir Le Bonheur des autres.
 (juillet 2025).
Pour plus de détails, voir Fiche technique et Distribution.
Le Bonheur des autres est un court-métrage documentaire français réalisé par Louis Grospierre, sorti en 1959.

## Fiche technique
- Titre : Le Bonheur des autres
- Réalisateur : Louis Grospierre
- Commentaire écrit par : Paul Colline
- Photographie : François Charley, Jean-Michel Boussaguet
- Musique : René Sylviano
- Montage : Leonide Azar
- Son : René Longuet
- Producteur : Robert de Nesle
- Pays d'origine : France
- Format : Noir et blanc - 1.37 - Mono
- Genre : Court métrage Documentaire
- Durée : 17 minutes
- Date de sortie : 1959